# Hovea magnibractea
Hovea magnibractea är en ärtväxtart som beskrevs av I.Thomps. Hovea magnibractea ingår i släktet Hovea och familjen ärtväxter. Inga underarter finns listade i Catalogue of Life.